# St Minver Lowlands
St Minver Lowlands ist eine Gemeinde (Parish) an der Nordküste der englischen Grafschaft Cornwall.

## Geographie

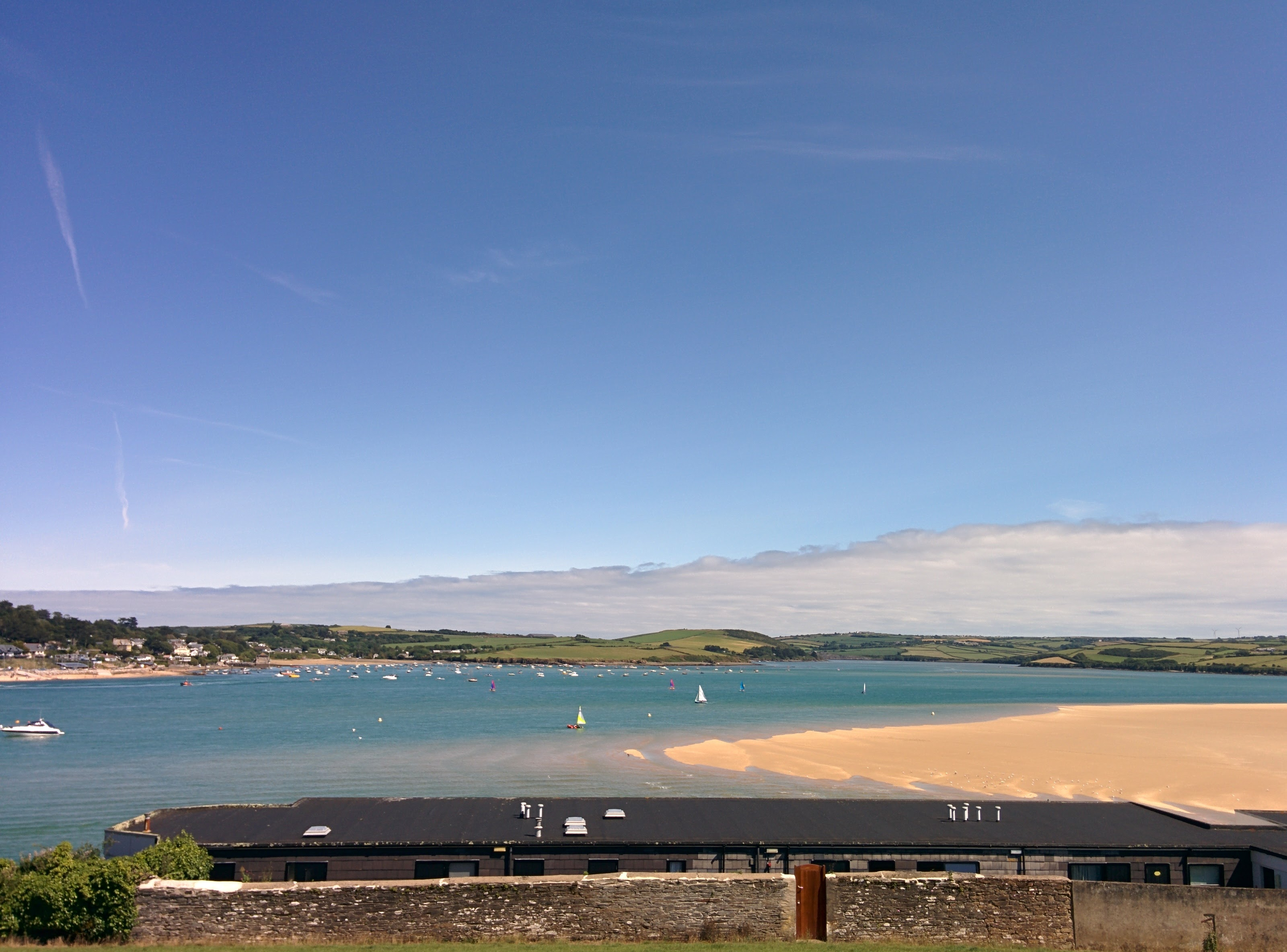
Blick von Padstow über den Camel auf Rock

St Minver Lowlands liegt in der Landscape Character Area Cornish Killas. Es erstreckt sich am östlichen, rechten Ufer des Ästuars des Flusses Camel.
Zum Zeitpunkt der Volkszählung 2011 lebten 1271 Personen in St Minver Lowlands, die Gemarkungsfläche beträgt 9,3 Quadratkilometer. Bis zur Umwandlung Cornwalls in eine Unitary Authority 2009 und der damit verbundenen Auflösung der Distrikte der Grafschaft gehörte St Minver Lowlands zu North Cornwall. Die nächstgelegene größere Ortschaft ist, jenseits des Camel, Padstow. Von Rock aus führt eine Fährverbindung für Personen und Radfahrer dorthin.
Benachbarte Gemeinden sind St Minver Highlands im Norden und Osten, St Breock im Südosten und St Issey im Südwesten. St Minver Lowlands weist zwei Siedlungsschwerpunkte auf: im Süden sind es die, im Laufe der Zeit zusammengewachsenen Ortschaften Pityme, Splatt, Penmayne, Stoptide, Porthilly und Rock. Rund zwei Kilometer entfernt davon im Norden liegen Trebetherick und der unmittelbar angrenzende Westteil von Polzeath. Der Ostteil fällt in das Gebiet von St Minver Highlands, wo auch der für beide namensgebende Ort St Minver liegt.
Das südliche Drittel der Gemarkung fällt in die Area of Outstanding Natural Beauty Cornwall AONB. Entlang des Flussufers finden sich im nördlichen Teil zwei als Naturschutzgebiet (SSSI) ausgewiesene Bereiche: Rock Dunes und Trebetherick Point; an einem dritten, an der nördlichen Grenze der Gemarkung beginnenden namens Pentire Peninsula hat St Minver Lowlands ebenfalls noch einen kleinen Anteil.

## Bauwerke

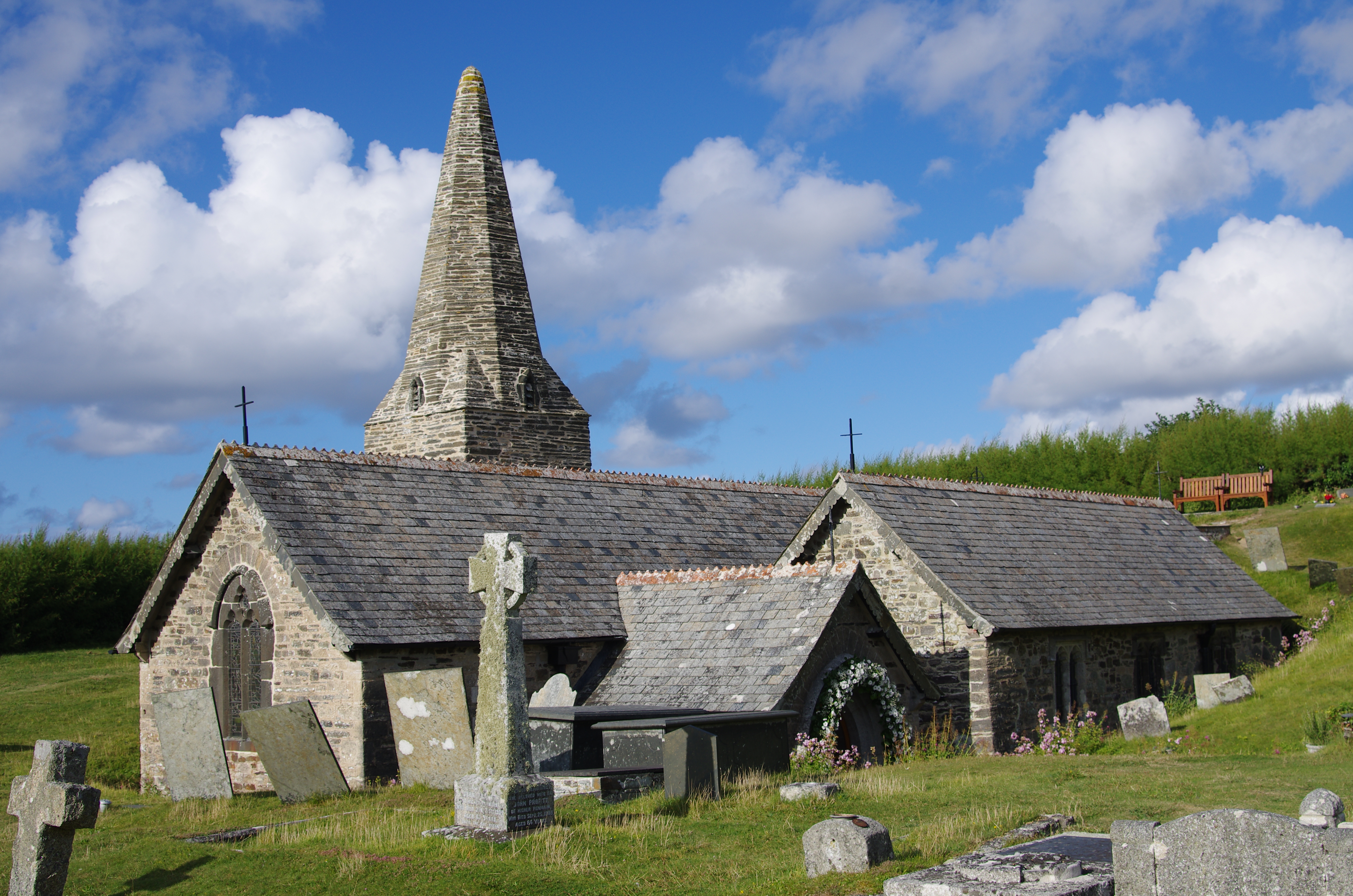
Kirche St. Enodoc

Insgesamt 23 Bauwerke und Anlagen auf dem Gemeindegebiet werden als kulturhistorisch bedeutsam eingestuft. Dies sind die Pfarrkirche St. Enodoc aus dem hohen Mittelalter als Listed Building in der höchsten Kategorie I, die Kirche St. Michael in Kategorie II* und 20 weitere der Kategorie II. Hinzu kommt ein steinernes Friedhofskreuz bei St Michael als Scheduled Monument.

## Tourismus
Der Ortsteil Rock ist ein beliebter Ferienort, insbesondere für Wohlhabende und Prominente. Es wird daher auch als „Britanniens Saint Tropez“ oder das „Kensington von Cornwall“ bezeichnet.